# Los Ruiseñores, Jalisco
Los Ruiseñores är en ort i Mexiko.   Den ligger i kommunen Tala och delstaten Jalisco, i den centrala delen av landet, 500 km väster om huvudstaden Mexico City. Los Ruiseñores ligger 1 396 meter över havet och antalet invånare är 7 493.
Terrängen runt Los Ruiseñores är platt åt sydost, men åt nordväst är den kuperad. Runt Los Ruiseñores är det tätbefolkat, med 659 invånare per kvadratkilometer. Närmaste större samhälle är Tala, 6,4 km söder om Los Ruiseñores. I omgivningarna runt Los Ruiseñores växer huvudsakligen savannskog.